# DIARY (ラジオ番組)
『DIARY』（ダイアリー）は、2008年4月1日から2010年3月31日までTOKYO FMで放送された生放送ワイド番組である。「MUSIC LOVER,TOKYO LOVER」（音楽を愛す、東京を愛す）を合言葉（番組ステッカーに記載）に放送。一部のコーナーは前身番組の『ENTERMAX』から引き継いで放送している。次番組は『シナプス』(13:00 - 16:00) 。パーソナリティのChigusaは4月以降16時からの『4ROOMS』に秘書として出演。

## 放送時間
- 2008年4月 - 2008年9月 14:00 - 17:00
- 2008年10月 - 2009年3月 14:00 - 16:30（その後に放送されるバイブルと当番組が2つに分かれるため）
- 2009年4月 - 2010年3月 14:00 - 16:00（「WONDERFUL WORLD」の放送枠繰上げに伴う）

## パーソナリティ
- Chigusa
- 2009.1.1 - 中川翔子（「中川翔子のDIARY Magic Time Special」として。彼女の元日発売のアルバムに合わせた特番。Chigusaはお正月休み）

## 放送内訳
- 14:15 TOKYO FM トラフィック
- 14:20 東京ガス エコ ハピ スタイル〈東京ガス〉
- 14:30 ChigusaのTOKYO CURIO CITY!
- 14:45 TOKYO FM トラフィック
- 14:55 Japan Furusato Network 茂木淳一
- 15:00 TOKYO FM NEWS
- 15:05（隔週水曜日） HAPPY DELIVERY 福田ふく
- 15:10頃 TOKYO FM トラフィック
- 15:15 TEPCO Another Door〈東京電力〉
ドアノッカーの古賀涼子アナウンサーが東京の様々なドアをノックしていく。古賀は場合によって、生出演したり、収録音声のみの出演のときもある。
- 15:35 BELISTA presents Living with Smile〈藤和不動産〉
- 15:45 TOKYO FM トラフィック
15時台のどこかで、毎週月曜日は「ビビッと!ランキング」を発表する。
- 15:56 My Anniversary&エンディング、「WONDERFUL WORLD」の小山ジャネット愛子とのクロストーク

## 終了コーナー
- TOKYO FM チケットインフォ　
ENTERMAXからの引継ぎ。気になるエンタメチケット情報をチェックする。2009年2月から「ぴあチケットフリークス!」より改題。このコーナーはワンダフルワールド内の「ローソンチケット・インフォメーション」に引き継がれた。
- 東京ミュージックマラソン
- スリーエフ presents YOKOHAMA LOVERS
- Eternity カマサミ・コング